# Каролинская коробчатая черепаха
Каролинская коробчатая черепаха, или каролинская речная черепаха (лат. Terrapene carolina) — вид американских пресноводных черепах. Выделяют шесть ныне живущих подвидов. Эти черепахи являются официальными рептилиями четырёх штатов США.

## Распространение
Обитают в восточной части США и в Мексике.

## Описание

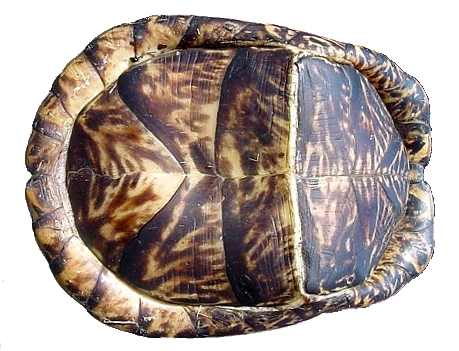
Нижняя поверхность панциря

Верхняя часть панциря (карапакс) коричневая, часто покрытая оранжевыми и желтыми линиями, пятнами, полосками. Нижняя (пластрон) тёмно-коричневая. Она может быть как однотонной, так и с более тёмными вкраплениями.
Голова небольшая, нижняя челюсть заметно крючковатая. У большинства взрослых самцов красные радужные оболочки, у самок они желто-коричневые.
Между подвидами имеются небольшие отличия в окрасе, паттерне пластин панциря и наличии 3 или 4 пальцев на задних ногах. Представители подвида Terrapene carolina triunguis наиболее выделяются ярко-красными головами большинства самцов.

## Биология

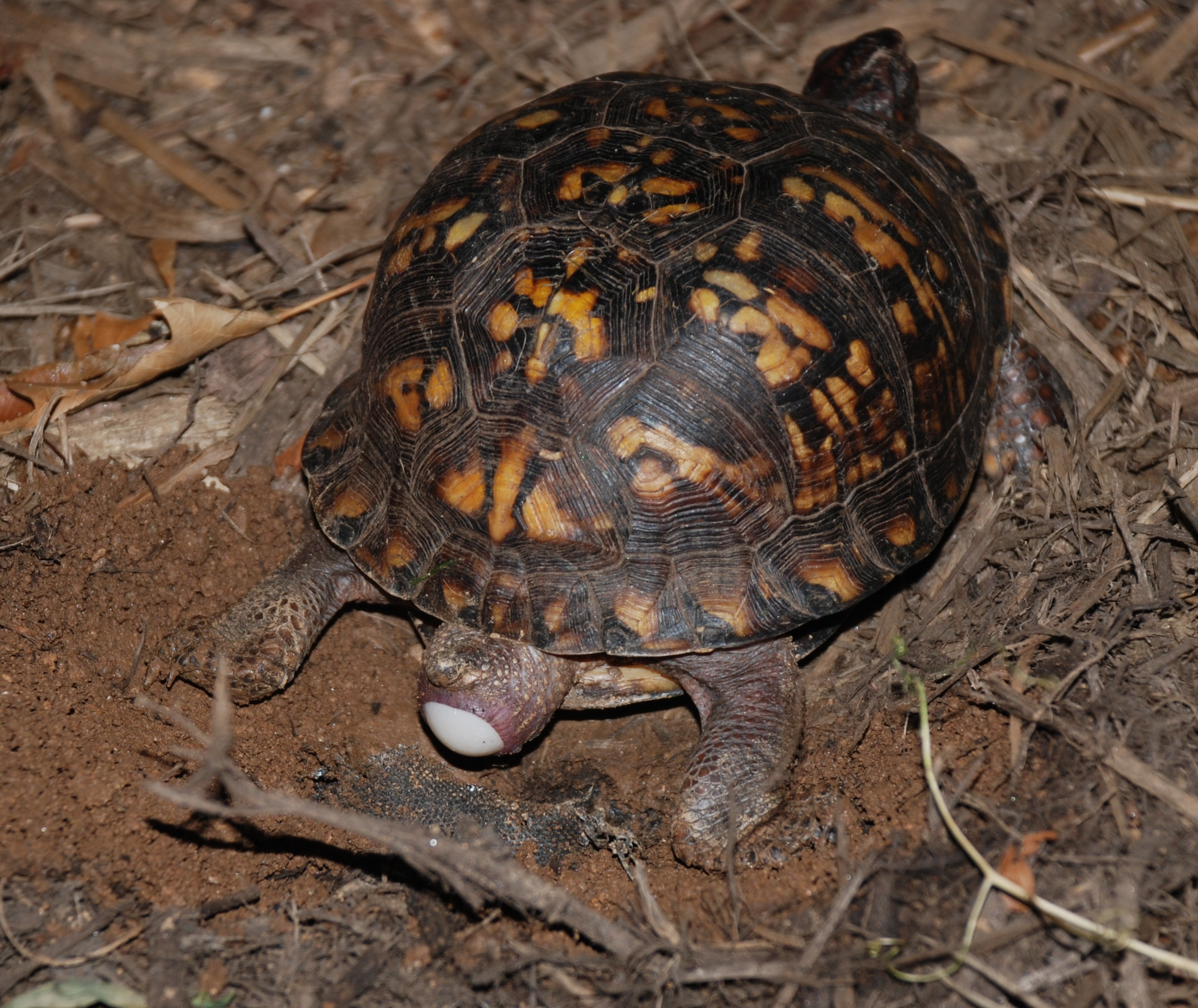
Откладывание яиц

Ведут в основном наземный образ жизни, питаются как растительной, так и животной пищей. Летом самки откладывают яйца. В северной части ареала черепахи зимой впадают в спячку.

### Продолжительность жизни

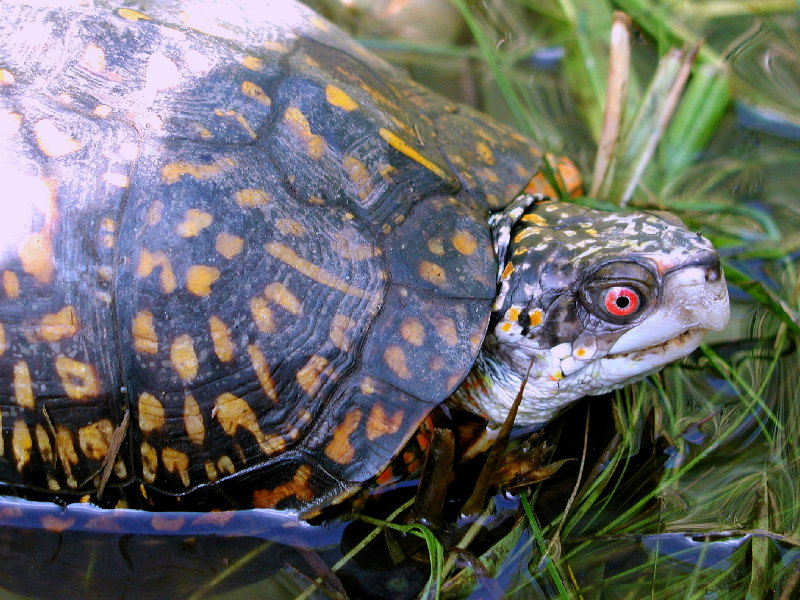
Каролинская коробчатая черепаха. Один из видов животных, организм которых не стареет

В соответствии с крупнейшей базой данных по старению и продолжительности жизни животных «AnAge Архивная копия от 29 мая 2020 на Wayback Machine», в настоящее время найдено 7 видов практически нестареющих многоклеточных организмов и Terrapene carolina является одним из них. Одной из черепах этого вида было не менее 138 лет.

## Подвиды
| Terrapene carolina carolina | T. c. bauri    | T. c. major    |
| --------------------------- | -------------- | -------------- |
|                             |                |                |
| T. c. triunguis             | T. c. mexicana | T. c. yucatana |
|                             |                |                |

Также выделяют один вымерший подвид — T. c. putnami.

## Охранный статус
МСОП присвоил виду охранный статус VU.